# Cour de justice (Union européenne)
Ne doit pas être confondue avec l'institution dont elle est l'une des composantes, qui est la Cour de justice de l'Union européenne, ainsi qu'avec d'autres organes internationaux, en particulier la Cour européenne des droits de l'homme, qui est une institution du Conseil de l'Europe
La Cour de justice est la plus haute juridiction de l'Union européenne en matière de droit de l'Union européenne. Elle fait partie de la Cour de justice de l'Union européenne et, en cela, doit interpréter le droit de l'Union et assurer son application uniforme dans tous les États membres. La Cour a été établie en 1952 et siège à Luxembourg. Elle se compose d'un juge par État membre — actuellement vingt-sept — mais elle juge normalement les affaires qui lui sont présentées en groupe de trois, cinq ou treize juges.
Ce rôle la distingue d'autres juridictions internationales, car sa juridiction est obligatoire et ses décisions s'imposent à tous dans l'Union européenne.
Les attributions de la Cour de justice suivent en général les évolutions des traités et l'augmentation des compétences de l'Union européenne.

## Histoire
Elle est instituée par le Traité de Paris créant  la CECA en 1952. Elle est conservée dans le Traité de Rome créant la CEE et la CEEA. La Cour de justice avait à l’origine un rôle marginal. Les États membres l’avait créée pour se protéger des empiètements éventuels de la Haute autorité qui était une institution supranationale (voir CECA). Les États membres prévoyaient aussi qu’elle règlerait les différends qui pourraient survenir entre eux. En outre, les juges nationaux pouvaient demander à la Cour de justice une interprétation dans les cas où leur décision faisait intervenir le droit communautaire (recours préjudiciel). Le recours préjudiciel était au départ un mécanisme marginal. Mais il va jouer  un rôle très important dans le développement de la Cour de justice à partir des années 1960.
Au début des années 1960, la Cour de justice prend en effet deux arrêts audacieux qui vont profondément changer sa position : dans l’arrêt van Gend en Loos (5 février 1963) la Cour de justice affirme que tous les individus concernés par le droit communautaire, et pas seulement les États, peuvent faire valoir leurs droits devant les tribunaux nationaux (applicabilité directe) ; dans l’arrêt Costa contre ENEL (15 juillet 1964) : elle affirme la primauté du droit communautaire sur les droits des États membres.
Par ces deux arrêts, la Cour de justice s’est donné la position d’une Cour de justice fédérale, ce qui n’avait pas été prévu par les États membres lorsqu'ils signèrent les traités (formellement internationaux) de la CECA et de la CEE.
Les États (notamment la France, l’Allemagne ou l’Italie) protestèrent d’ailleurs contre cet arrêt, considéré comme un coup de force. Pour ces États, l'arrêt de la Cour de justice résultait d’une interprétation déformée des traités et allait à l’encontre des intentions des États au moment de la signature des traités. La Cour de justice réfuta ces arguments en présentant l'arrêt Van Gend en Loos comme conforme aux objectifs contenus dans les traités : « L’objectif du traité CEE est d’instaurer un marché commun dont le fonctionnement concerne directement les justiciables de la Communauté. Dès lors, le traité « ne constitue plus un accord qui ne créerait que des obligations mutuelles entre les États contractants » : il « constitue un nouvel ordre juridique (…) dont les sujets sont non seulement les États membres mais également leurs ressortissants ».
C’est la position de la Cour de justice qui finit par l’emporter. Si les États avaient voulu redéfinir les pouvoirs de la Cour de justice, il leur aurait fallu changer le contenu des traités, ce qui aurait exigé une unanimité difficile à atteindre. Ils ont donc accepté à la longue les nouvelles compétences que la Cour de justice a revendiquées. Ils l’ont fait aussi parce qu’ils avaient besoin d’elle pour garantir que leurs partenaires ne privilégient pas leurs ressortissants en contournant les dispositions des traités.
Depuis le début des années 1990, la Cour de justice est marquée par plusieurs tendances :
Les institutions européennes font de plus en plus appel à elle pour trancher leurs différends ; c’est notamment le cas de la Commission européenne contre le Conseil des ministres  (ou Conseil de l'Union européenne) ou du Parlement européen contre la Commission et le Conseil des ministres.
L’activité de la Cour de justice s’est accrue et certaines de ses compétences ont été transférées à de nouvelles cours : en 1989 un Tribunal de première instance (TPI) devant la décharger, principalement des recours des personnes physiques ou morales (citoyens ou entreprises). En 2005, le Tribunal de la fonction publique de l'Union européenne vient épauler le TPI en le déchargeant exclusivement du contentieux des fonctionnaires de la Communauté, jusqu'à sa dissolution en septembre 2016.
Les États sont de plus en plus attentifs à son activité : le gouvernement français fait par exemple des « observations » de plus en plus fréquentes à la Cour de justice, pour tenter d’infléchir ses décisions. C’était le cas de seulement 2 à 3 % des décisions au début des années 1970, c’est aujourd’hui le cas d’une décision sur quatre.
L'entrée en vigueur du traité de Lisbonne le 1er décembre 2009 change le nom de l'institution qui devient la Cour de justice de l'Union européenne.

## Compétence
On compare parfois la Cour de justice à une Cour suprême, sur le modèle de la Cour suprême américaine. La Cour de justice a certes une juridiction de type fédéral, puisque le droit communautaire est supérieur aux droits des États membres. Toutefois, sa juridiction est plus limitée : elle ne s’exerce que dans le domaine communautaire (ou premier pilier) et depuis le traité d’Amsterdam dans les domaines destinés à être communautarisés. Elle exclut la politique de défense et de sécurité commune.
Elle se différencie également de la Cour suprême des États-Unis  par le fait que la nomination des juges se fait sans audition par le Parlement ou le Conseil (comme c’est le cas des juges de la Cour suprême devant le Sénat aux États-Unis), les juges étant simplement nommés.
La Cour de justice juge principalement de l'interprétation du droit communautaire, du non-respect par les États membres du droit communautaire et des pourvois contre les décisions du Tribunal de première instance, notamment par les voies de droit suivantes :
- La question préjudicielle par laquelle les juridictions nationales des États membres soit demandent l'interprétation d'un texte communautaire, soit interrogent la Cour sur la validité  d'un texte communautaire. Cela signifie que les particuliers qui voudraient obtenir une décision de la Cour de justice doivent le faire de manière indirecte en passant d’abord devant un juge national qui, constatant un point de droit exigeant clarification, adressera à la Cour de justice une question préjudicielle. À l’origine doté d’une fonction purement technique, le renvoi préjudiciel est donc devenu depuis les années 1960 un moyen pour faire constater les manquements des États au droit communautaire (alors que c’était au départ une prérogative des États membres et de la Commission européenne)[9].
- Le recours en manquement par lequel la Commission européenne ou l'un des États membres entend faire constater que l'un d'entre eux n'a pas respecté ses obligations résultant du droit communautaire.
- Le pourvoi par lequel les parties à une décision du Tribunal de première instance contestent la décision de celui-ci.

D'autres voies de droit prévues par les traités peuvent être portées devant la Cour à des conditions spéciales.

## Composition

### Juges
La Cour de justice est composée d'un juge par État membre. Ils désignent parmi eux, pour un mandat renouvelable de trois ans, le président de la Cour de justice.
Les juges sont choisis parmi des personnalités offrant toutes garanties d'indépendance et réunissant les conditions requises pour l'exercice, dans leurs pays respectifs, des plus hautes fonctions juridictionnelles, ou qui sont des jurisconsultes possédant des compétences notoires. Les juges ont d’abord été majoritairement des universitaires, le plus souvent professeurs de droit, sans expérience de la magistrature. Mais ce sont aujourd’hui plus souvent d’anciens magistrats. La nomination d’un juge par pays pose la question de l’indépendance de la Cour de justice européenne,  raison pour laquelle une affaire n’est pas confiée à un juge ressortissant du pays concerné.
Les juges sont nommés d'un commun accord par les gouvernements des États membres pour six ans renouvelables. La nomination intervient après consultation d'un comité composé de sept personnalités choisies parmi d'anciens membres de la Cour de justice et du Tribunal, des membres des juridictions nationales suprêmes et des juristes possédant des compétences notoires, dont l'un est proposé par le Parlement européen.
Un renouvellement partiel des juges et des avocats généraux a lieu tous les trois ans. Il porte alternativement sur quatorze et treize juges, et chaque fois sur quatre avocats généraux.
| Identité                               | Pays       | Position                    | Début du mandat |
| -------------------------------------- | ---------- | --------------------------- | --------------- |
| Koen Lenaerts                          | Belgique   | Président                   | 7 octobre 2003  |
| Thomas von Danwitz (d)                 | Allemagne  | Vice-président              | 7 octobre 2006  |
| François Biltgen                       | Luxembourg | Président de la 1re chambre | 7 octobre 2013  |
| Küllike Jürimäe (en)                   | Estonie    | Présidente de la 2e chambre | 23 octobre 2013 |
| Constantinos Lycourgos (d)             | Chypre     | Présidente de la 3e chambre | 8 octobre 2014  |
| Irmantas Jarukaitis (d)                | Lituanie   | Président de la 4e chambre  | 8 octobre 2018  |
| María Lourdes Arastey (d)              | Espagne    | Président de la 5e chambre  | 7 octobre 2021  |
| Andreas Kumin (d)                      | Autriche   | Président de la 6e chambre  | 20 mars 2019    |
| Miroslav Gavalec (d)                   | Slovaquie  | Président de la 7e chambre  | 7 octobre 2021  |
| Siniša Rodin (d)                       | Croatie    | Président de la 8e chambre  | 4 juillet 2013  |
| Niilo Jääskinen (en)                   | Finlande   | Présidente de la 9e chambre | 7 octobre 2019  |
| Dimitrios Gratsias (d)                 | Grèce      | Président de la 10e chambre | 7 octobre 2021  |
| Alexander Arabadjiev (en)              | Bulgarie   | Juge                        | 12 janvier 2007 |
| Eugene Regan (en)                      | Irlande    | Juge                        | 7 octobre 2015  |
| Nuno José Cardoso da Silva Piçarra (d) | Portugal   | Juge                        | 8 octobre 2018  |
| Ineta Ziemele (en)                     | Lettonie   | Juge                        | 6 octobre 2020  |
| Jan M. Passer (en)                     | Tchéquie   | Juge                        | 6 octobre 2020  |
| Zoltán Csehi (d)                       | Hongrie    | Juge                        | 7 octobre 2021  |
| Octavia Spineanu-Matei (d)             | Roumanie   | Juge                        | 7 octobre 2021  |
| Ben Smulders (d)                       | Pays-Bas   | Juge                        | 7 octobre 2024  |
| Massimo Condinanzi (d)                 | Italie     | Juge                        | 7 octobre 2024  |
| Fredrik Schalin (d)                    | Suède      | Juge                        | 7 octobre 2024  |
| Stéphane Gervasoni (d)                 | France     | Juge                        | 7 octobre 2024  |
| Niels Fenger (d)                       | Danemark   | Juge                        | 7 octobre 2024  |
| Ramona Frendo (d)                      | Malte      | Juge                        | 7 octobre 2024  |

### Président
Les juges de la Cour désignent parmi eux le président de la Cour pour une période renouvelable de trois ans. Le président dirige les travaux de la juridiction ainsi que les services de la Cour et préside les principales formations de jugement. Il assigne les affaires à une chambre en vue des mesures d'instruction éventuelles et nomme un juge rapporteur. Le conseil peut aussi désigner un rapporteur assistant pour aider le Président en fonction et pour assister les rapporteurs dans leurs tâches.
Le Président fixe les dates et heures des séances de la grande chambre et de l’assemblée plénière de la Cour, composée alors de 13 juges. La cour se réunit aussi par chambre de trois ou cinq juges. En outre, le président statue lui-même, par voie de référé, sur les demandes de sursis à l’exécution et d’autres mesures provisoires (sauf au cas où l’affaire est déférée à la Cour).
La Cour doit se réunir de façon plénière dans les cas prévus par les traités. Toutefois, la Cour peut aussi se réunir ainsi lorsque la question traitée par la Cour est d'importance.
Le président est le Belge Koen Lenaerts, depuis le 8 octobre 2015, ayant pris la suite du Grec Vassilios Skouris.
| #                                                                                         | Mandat      | Président                     | État        |
| ----------------------------------------------------------------------------------------- | ----------- | ----------------------------- | ----------- |
| 1                                                                                         | 1952–1958   | Massimo Pilotti               | Italie      |
| 2                                                                                         | 1958–1964   | Andreas Matthias Donner       | Pays-Bas    |
| 3                                                                                         | 1964–1967   | Charles Léon Hammes           | Luxembourg  |
| 4                                                                                         | 1967–1976   | Robert Lecourt                | France      |
| 5                                                                                         | 1976–1980   | Hans Kutscher                 | Allemagne   |
| 6                                                                                         | 1980–1984   | Josse Mertens de Wilmars      | Belgique    |
| 7                                                                                         | 1984–1988   | John Mackenzie-Stuart         | Royaume-Uni |
| 8                                                                                         | 1988–1994   | Ole Due                       | Danemark    |
| 9                                                                                         | 1994–2003   | Gil Carlos Rodriguez Iglesias | Espagne     |
| 10                                                                                        | 2003–2015   | Vassilios Skouris             | Grèce       |
| 11                                                                                        | depuis 2015 | Koen Lenaerts                 | Belgique    |
| Source: (en) « The Presidents of the Court of Justice », CVCE (consulté le 19 avril 2013) |             |                               |             |

### Avocats généraux
Les avocats généraux assistent la Cour. Ils sont chargés de présenter, en toute impartialité et en toute indépendance, un avis juridique, dénommé « conclusions », dans les affaires dont ils sont saisis. Ils peuvent interroger les parties concernées et proposer une solution légale avant que les juges ne délibèrent et communiquent leur décision. Contrairement au jugement de la Cour, les avis des avocats généraux sont les résultats d'un seul auteur et sont par conséquent généralement plus lisibles et traitent des questions juridiques sous tous les aspects, par opposition à la Cour qui est limitée à des questions particulières à portée de main. Les avis donnés par les avocats généraux ont valeurs de conseils et ne contraignent pas la Cour, néanmoins ils sont influents et sont suivis dans la majorité des cas.
Jusqu'à l'entrée en vigueur du traité sur le fonctionnement de l'Union européenne (TFUE) résultant du traité de Lisbonne, la Cour de justice comptait huit avocats généraux. Cinq d'entre eux étaient nommés par les cinq plus grands États de l'Union : Allemagne, Espagne, France, Italie, et Royaume-Uni. Les trois autres postes alternaient dans l'ordre alphabétique des 22 États membres les plus petits. Étant à peine plus petite que l'Espagne, la Pologne a pendant longtemps demandé un avocat général permanent. Le TFUE a prévu que le nombre des avocats généraux, fixé à huit, pourrait être porté à onze à la demande de la Cour de justice, et que la Pologne bénéficierait alors d'un avocat général permanent. C'est ce qui a été fait par une décision du Conseil de l'Union européenne du 25 juin 2013, l'alternance concernant désormais cinq des États membres de moyenne et petite tailles.
| Identité                          | Pays       | Position               | Début du mandat   |
| --------------------------------- | ---------- | ---------------------- | ----------------- |
| Maciej Szpunar (en)               | Pologne    | Premier avocat général | 23 octobre 2013   |
| Juliane Kokott (en)               | Allemagne  | Avocate générale       | 7 octobre 2003    |
| Manuel Campos Sánchez Bordona (d) | Espagne    | Avocat général         | 7 octobre 2015    |
| Jean Richard de La Tour (d)       | France     | Avocat général         | 23 mars 2020      |
| Athanasios Rantos (d)             | Grèce      | Avocat général         | 10 septembre 2020 |
| Nicholas Emiliou (en)             | Chypre     | Avocat général         | 7 octobre 2021    |
| Tamara Ćapeta                     | Croatie    | Avocate générale       | 7 octobre 2021    |
| Laila Medina                      | Lettonie   | Avocate générale       | 7 octobre 2021    |
| Dean Spielmann                    | Luxembourg | Avocat général         | 7 octobre 2024    |
| Andrea Biondi (d)                 | Italie     | Avocat général         | 7 octobre 2024    |
| Rimvydas Norkus (d)               | Lituanie   | Avocat général         | 7 octobre 2024    |

### Greffier
Le greffier est élu par les juges et avocats généraux et est le secrétaire général de l’institution dont il dirige les services sous l’autorité du président de la Cour. Il est nommé par la Cour pour un mandat de six ans renouvelables. La Cour peut aussi nommer un ou plusieurs greffiers assistants. Il aide la Cour, les chambres, le Président et les juges dans toutes leurs fonctions officielles. Il est responsable de l'enregistrement, de la réception, de la transmission et la garde des documents et des plaidoiries qui ont été paraphés par le Président. Il est le garde des Sceaux et est responsable des archives et des publications de la Cour. Le greffier est responsable de l'administration de la Cour, sa direction financière et ses comptes. Les opérations de la Cour sont dans les mains d'officiels et d'autres qui sont responsables envers le Greffier sous l'autorité du Président.

## Mise en œuvre et les effets de la jurisprudence de la Cour

### Rôle de la Cour de justice dans la création d'un marché unique européen
La Cour de justice juge en conformité avec les traités européens, qui se donnent pour but de réaliser l'intégration du marché européen.  Par ses décisions, elle a contribué à une logique dite « d’intégration négative » : pour favoriser l’intégration par le marché, elle a supprimé un grand nombre de normes nationales contraires aux règles de la concurrence. La Cour de justice peut exiger qu’une norme nationale soit abrogée dès lors qu’on la considère comme un obstacle à la liberté de circulation des biens et des personnes ou comme incompatible avec la législation communautaires existante.
À la fin des années 1970, à une époque où les régulations communautaires étaient bloquées par la nécessité d’atteindre l’unanimité des États membres au sein du Conseil des ministres, la Cour de justice a également reconnu parfois la préservation d’objectifs généraux comme l’environnement ou la santé publique au détriment de la liberté de circulation des marchandises : face au Conseil des ministres paralysé, la Cour de justice s'est placée de fait en situation d’arbitre entre les différents objectifs des traités.
Par sa jurisprudence, la Cour de justice a toutefois aussi contribué au développement du droit communautaire, mais de manière indirecte. On peut en donner deux exemples : 
- À la fin des années 1970, la Cour de justice a été amenée à formuler en tant que « principe général », le principe dit de « reconnaissance mutuelle » sur lequel la législation communautaire s’est ensuite appuyée pour unifier le marché européen : plutôt que d’harmoniser toutes les normes nationales, le Marché commun s’est construit sur la reconnaissance mutuelle des normes nationales[27].
- Dans les années 1980, en prenant à l’encontre des entreprises publiques (dans le domaine des transports, de l’énergie) des arrêts de plus en plus stricts en matière de libre concurrence, la Cour de justice a aussi encouragé la Commission européenne à élaborer une législation visant à libéraliser ces domaines et qui a favorisé la privatisation des entreprises publiques[28].

### Jurisprudence de la Cour de justice et droit social
La liberté de circulation des biens, des services, des capitaux et des personnes (entreprises et particuliers) est un droit fondamental, de rang similaire à celui des droits reconnus comme fondamentaux dans les États membres. Cela signifie que la liberté de circulation  peut aussi l'emporter sur des normes nationales qui n’ont pas de but délibérément protectionniste, comme les normes sociales (droits sociaux, protection des travailleurs, droit de grève). Toutefois, une réglementation n’est pas attaquée quand on la trouve dans une majorité de pays.
Dans ses arrêts les plus récents, la Cour de justice a jugé à plusieurs reprises en faveur de la liberté de circulation et d'installation (d'entreprises) contre des législations sociales existant au niveau national : 
- dans l’affaire Viking, elle donné raison à un armateur finlandais qui voulait transférer un ferry sous pavillon estonien afin d’échapper à une convention collective, comme c’est la règle en Suède ;
- dans l’affaire Laval, elle a condamné un syndicat suédois qui avait tenté, en bloquant les travaux d’une entreprise du bâtiment, de contraindre un prestataire de services letton à signer une convention collective ;
- dans l’affaire Rüffert, elle a donné raison à une société polonaise, installée dans le Land de Basse-Saxe, qui versait des rémunérations inférieures au salaire minimum obligatoire local ;
- dans l'affaire Luxembourg, saisie par la Commission européenne qui jugeait excessives les obligations (notamment salariales) imposées par le Luxembourg à un prestataire de services étranger, elle a condamné cet État.

Toutefois, la Cour a également favorisé dans sa jurisprudence la reconnaissance des droits sociaux dans un pays membre à tout ressortissant d'un autre pays membre.
De même, la Cour de justice a promu l'égalité entre hommes et femmes dans le domaine des conditions de travail et de traitement, sur la base de l'article 141 TCE qui affirme « l'égalité entre des rémunérations entre travailleurs masculins et féminins pour un même travail ».
La faiblesse du droit social dans la jurisprudence de la Cour de justice a plusieurs causes : 
- ces droits sont accordés aux individus en tant qu'individus sur un marché, pas en tant que citoyens
- ce sont avant tout les entreprises qui déclenchent les litiges dans le but de faire évoluer la législation en leur faveur
- certaines possibilités (comme d'argumenter que la faiblesse des droits sociaux pourrait constituer un obstacle à la circulation des personnes) ne sont pas exploitées.

### Autres arrêts
- Arrêt de la Cour (grande chambre), du 13 septembre 2005, Commission des Communautés européennes contre Conseil de l'Union européenne - Affaire C-176/03. Par cet arrêt, la CJCE annule la décision 2003/80/Justice et Affaires intérieures (JAI) au motif que cette décision aurait dû être prise sur le fondement du traité CE et non du traité sur l'Union européenne (traité UE). La Cour donne ainsi raison à la Commission en expliquant que cette dernière peut prendre des mesures en relation avec le droit pénal des États membres lorsque l'application de sanctions pénales constitue une mesure indispensable pour lutter contre les atteintes graves à l'environnement[32].

- Arrêt Soysal du 19 février 2009 concernant les obligations de visa pour les ressortissants turcs (les relations entre la Turquie et l'Union européenne sont régies par l'accord d’association entre la Communauté économique européenne et la Turquie du 12 septembre 1963, ainsi que le protocole additionnel du 23 novembre 1970, entré en vigueur le 1er janvier 1973). La CJUE conclut que « L’article 41, paragraphe 1, du protocole additionnel, signé le 23 novembre 1970 (…) s’oppose à l’introduction, à compter de l’entrée en vigueur de ce protocole, de l’exigence d’un visa pour permettre à des ressortissants turcs (…) d’entrer sur le territoire d’un État membre aux fins d’y effectuer des prestations de services pour le compte d’une entreprise établie en Turquie, dès lors que, à cette date, un tel visa n’était pas exigé. » Le débat juridique porte donc sur la question de savoir qui peut être considéré comme se déplaçant « aux fins d’y effectuer des prestations de services »[33].